# Hylaeus trifidus
Hylaeus trifidus är en biart som först beskrevs av Johann Dietrich Alfken 1936.  Hylaeus trifidus ingår i släktet citronbin, och familjen korttungebin. Inga underarter finns listade i Catalogue of Life.